# Kärrmörkia
Kärrmörkia (Moerckia hibernica) är en bladmossart som först beskrevs av William Jackson Hooker, och fick sitt nu gällande namn av Carl Moritz Gottsche. Enligt Catalogue of Life ingår Kärrmörkia i släktet mörkior och familjen Moerckiaceae, men enligt Dyntaxa är tillhörigheten istället släktet mörkior och familjen Pallaviciniaceae. Enligt den finländska rödlistan är arten sårbar i Finland. Arten är reproducerande i Sverige. Artens livsmiljö är rikkärr. Inga underarter finns listade i Catalogue of Life.